# St. Wendelin (Rauenberg)

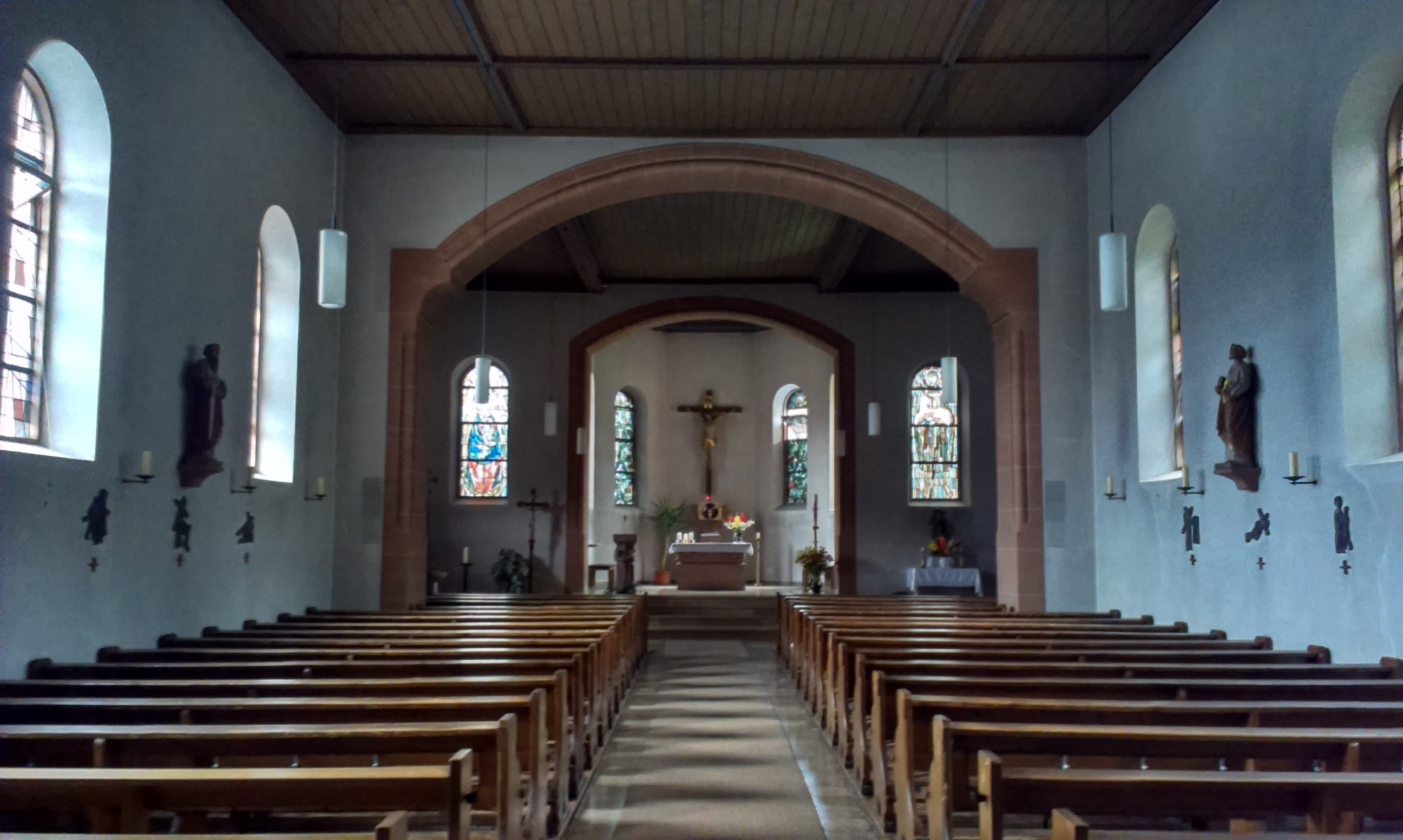
Blick in den Kirchenraum der Wendelinuskirche in Rauenberg

Die römisch-katholische Pfarrkirche St. Wendelin in Rauenberg, einem Stadtteil von Freudenberg im Main-Tauber-Kreis, wurde im Jahre 1869 errichtet und ist dem heiligen Wendelin geweiht. Neben älteren Kirchenteilen besteht eine moderne Erweiterung des Schiffs mit Turm. Die Wendelinuskirche ist ein Kulturdenkmal der Stadt Freudenberg. Die Kirche gehört zur Seelsorgeeinheit Freudenberg, die dem Dekanat Tauberbischofsheim des Erzbistums Freiburg zugeordnet ist.